# Cimetière impérial Musashi
Le cimetière impérial Musashi (武蔵陵墓地, Musashi ryōbochi) est un ensemble de mausolées situé à Hachiōji dans la préfecture de Tokyo. Il contient les mausolées de l'empereur Taishō, de l'impératrice Teimei, de l'empereur Shōwa (Hirohito) et de l'impératrice Kōjun. Les quatre mausolées sont respectivement, Tama no Misasagi (多摩陵), Tama no Higashi no Misasagi (多摩東陵) Musashino no Misasagi (武藏野陵),, et Musashino no Higashi no Misasagi (武藏野東陵),. L'approche en provenance du Kōshū Kaidō est bordée de zelkova et les mausolées sont plantés de cryptomeria.

## Source de la traduction
- (en) Cet article est partiellement ou en totalité issu de l’article de Wikipédia en anglais intitulé « Musashi Imperial Graveyard » (voir la liste des auteurs).